# Лафермьер, Франц Герман
Франц Герман Лафермьер (Франсуа́-Жерме́н Лафермье́р) (François-Germain La Fermière или Franz de La fermière) (11 февраля 1737 г. — 12 июня 1796 г.) — библиотекарь и чтец при Малом Дворе вел. князя Павла Петровича, личный секретарь вел. княгини Марии Фёдоровны. Литератор, баснописец, музыкант, либреттист опер Дм. Бортнянского.

## Биография
Родился в г. Страсбурге (Франция), где проживали его родители. В 1760 г. окончил Страсбургский университет. Во время обучения в университете сдружился с Л. Г. Николаи и Г. К. Пфеффелем, близкие отношения с которыми сохранял до конца жизни. В 1760 г. вместе с Л.Николаи совершил путешествие по Европе, во время которыми друзья встретились с Д. Дидро, впоследствии писавшем: "Я никогда не видел ничего более удивительного, чем трогательная дружба господина де ля Фермьера и господина де Николаи."
В 1763 г. в Вене Лафермьер поразил своим образованием (он владел французским, немецким, латинским, итальянским и английским языками) российского канцлера графа М. И. Воронцова и был принят на службу в качестве личного секретаря. При содействии М. И. Воронцова Лафермьер был приглашен на службу в Россию и с 1765 г. стал библиотекарем и чтецом при великом князе Павле Петровиче, а затем и его преподавателем по французской литературе, а также как учителем игры на клавесине и секретарём для иностранной переписки при великой княгине Марии Фёдоровне.
В 1775 г. в Париже вышла книга Лафермьера «Басни и сказки», посвященная «Его Императорскому Высочеству Великому Князю Российскому и пр. и пр.» и имевшая целью оказать влияние на нравственность будущего наследника престола. Кроме собственных, Лафермьер включил в книгу басни Эзопа, Плутарха, Л.-Э.Лессинга, а также несколько старых немецких басен (всего более 100 басен и сказок).
В 1781—1782 гг. Ф. Лафермьер совершил путешествие по Европе в составе свиты «графов Северных». В середине августа он получил разрешение на отпуск и около месяца провёл в Страсбурге у родных и друзей.
Ф. Лафермьер принимал деятельное участие в театральной жизни любительской труппы Павловска. В 1786—1786 гг. он написал либретто к камерным операм «Сокол» и «Сын-соперник», музыку к которым сочинил Д. С. Бортнянский. В 1793 г. Лафермьер и Дм. Бортнянский выпустили «Сборник романсов и песен» для домашнего музицирования.
Вследствие дворцовых интриг в 1793 г. Ф. Лафермьер был отдалён от Двора и вместе с вышедшим в отставку графом А. Р. Воронцовым покинул столицу, поселившись в Андреевском — родовом имении графов Воронцовых во Владимирской губернии. При участии Лафермьера в крепостном театре А. Р. Воронцова было поставлено около 90 спектаклей.
Скончался в Андреевском в июне 1796 г. от рака желудка. Был погребён в усадьбе возле церкви св. Андрея Первозванного. Граф А. Р. Воронцов воздвиг на его могиле беломраморное надгробие с эпитафией: «Другу искреннему, благоразумному и испытанному Франс. Герм. де Ла-Фермьеру, родившемуся в Аргенторате в феврале 1737 года при Светлейшем Дворе непорочно пожившему здесь на покое скончавшемуся в июне 1796 года. Печальный в памяти граф Александр Воронцов сей добрый памятник воздвиг». Автором проекта памятника Лафермьеру был архитектор Н. А. Львов.
По давней договоренности, обширная библиотека Лафермьера была соединена с таковой Л. Николаи, образовав т. н. «Библиотеку двух друзей» («Bibliothèque des deux amis»), хранившуюся в усадьбе «Монрепо» (г. Выборг). Впоследствии это уникальное книжное собрание было передано в Национальную библиотеку Финляндии (Хельсинки). В память о друге барон Л. Николаи поставил на острове Людвигштайн в Монрепо траурную урну (кенотаф) своему другу .

## Сочинения
• "Сокол" (либретто к опере. 1786, Гатчина)
• «Сын-соперник, или Новая Стратоника» (либретто к опере, 1787, Павловск)
• «Fables et contes  dediés  à  son  altesse  imperiale monseigneur le grand duc de toutes les russies,  & c.  &.  A Paris chez  Lacombe,  Libraire,  Rue Christine. MDCCLXXV» [1775]